# Terezie Vlčková
Terezie Vlčková (22. dubna 1927 - 2010) byla česká a československá politička Československé strany lidové a poslankyně Sněmovny lidu Federálního shromáždění za normalizace.

## Biografie
K roku 1971 a 1976 se profesně uvádí jako členka JZD.
Ve volbách roku 1971 zasedla do Sněmovny lidu (volební obvod č. 103 - Prostějov, Jihomoravský kraj). Mandát obhájila ve volbách roku 1976 (obvod Prostějov). Ve FS setrvala do konce funkčního období, tedy do voleb roku 1981.